# Lohu (przystanek kolejowy)
Lohu – przystanek kolejowy w miejscowości Mälivere, w prowincji Raplamaa, w Estonii. Położony jest na linii Tallinn – Parnawa/Viljandi.
Nazwa pochodzi od pobliskiej wsi Lohu.

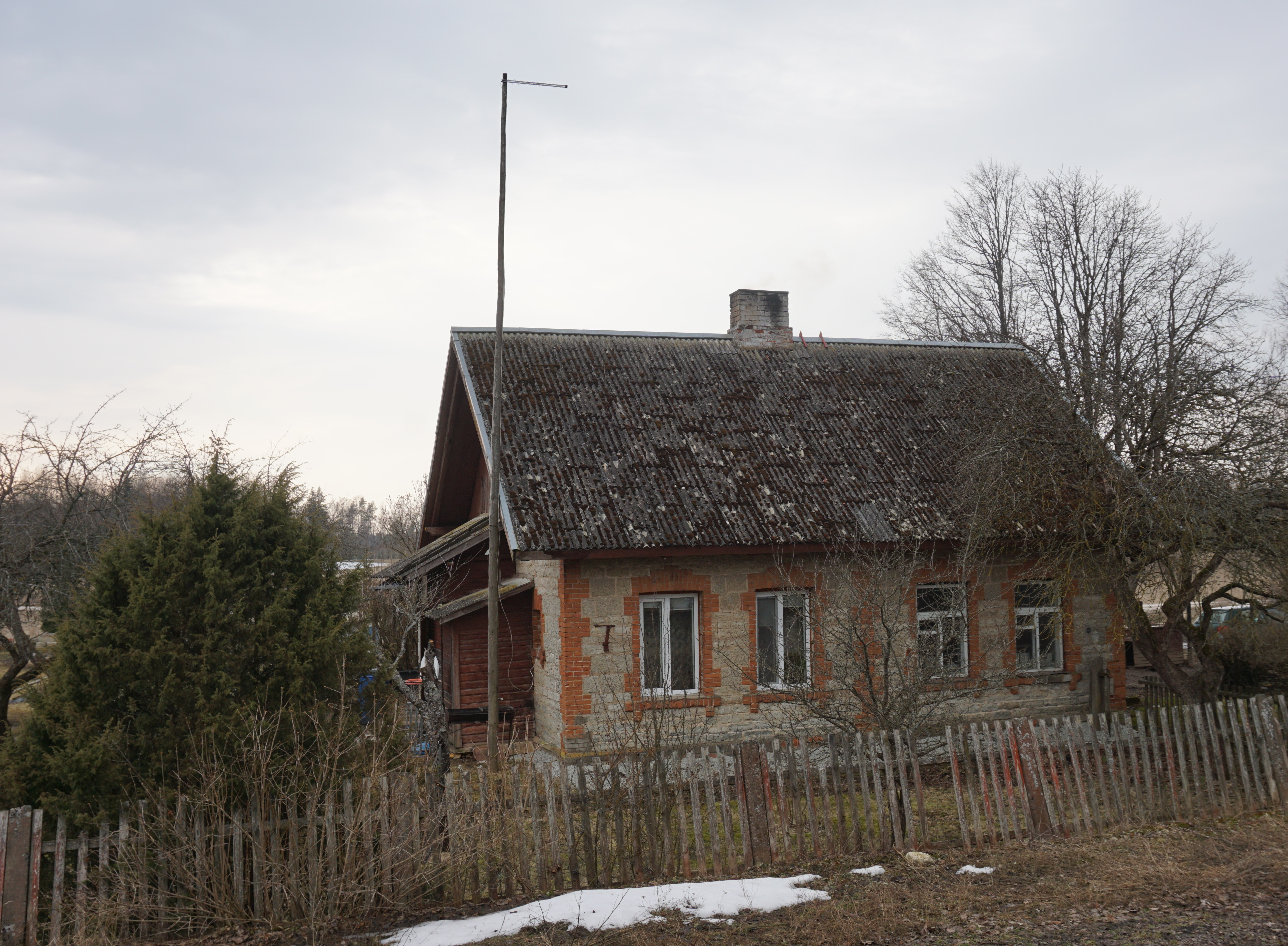
dawny budynek stacyjny